# Chiesa di Santa Maria della Provvidenza (Catania)
La Chiesa di Santa Maria della Provvidenza è una piccola chiesa e oratorio di rito cattolico romano situata in via Monte Vergine, dal nome dell'antica «Collina» che costituiva l'acropoli nel periodo classico, e in pieno centro della città di Catania. Popolarmente è però chiamata «chiesa di Santa Marta», perché alle spalle del demolito (2021) ex Ospedale Santa Marta e Villermosa.

## Storia
Fu forse edificata «quale voto di una nobildonna della famiglia Villermosa», ovvero di una congiunta del barone di Villermosa, i Tedesco (o Tudisco, Tedeschi, ...) che, «colpita da cecità e poi guarita», volle offrire in dono alla città di Catania. Alla fine dell'Ottocento la chiesa del Collegio di Maria o della Provvidenza, com'era denominata originariamente, era retta dalle Suore di Carità.

## Descrizione
Collocata al fianco del Conservatorio di Santa Maria della Provvidenza (o «Collegio di Maria»), la chiesa ha una porta delimitata da un cancello in ferro battuto che dà sulla strada in pendenza: invece, un tempo (1900), era preceduta da una scala trasversale in pietra lavica con cancello, collocata a settentrione e che revava una iscrizione:
Senza prospetto, secondo la presentazione del Rasà Napoli, è descritta ad una navata e osservando il vestibolo ha sull'arco un'altra insegna scritta:
Sulla volta del vestibolo si vede un affresco circolare di Maria Santissima della Provvidenza e San Gaetano genuflesso. Particolarmente contenuta la sagrestia che contiene una gelosia. L'organo è in alto dentro il coro assieme ad un'altra apertura con una gelosia per permettere l'osservazione alle suore e alle ragazze assistite del Conservatorio omonimo, fondato «da padre Sacco (sic!) e dal principe Rizzari»  nel 1751.
Inoltre, il Rasà Napoli individuò pure nei due altari laterali di destra e di sinistra due tele: la grande con San Nicolò di Bari (a destra) e una più piccola con l'immagine del Santissimo Crocifisso (a sinistra, sotto il muro di mezzogiorno) con due piccoli reliquari.
In fondo all'abside dell'altare maggiore c'era un'altra tela raffigurantre Maria Santissima della Provvidenza e una iscrizione sulla volta: In Omni Providentia Occvrrit Illis (Con ogni provvidenza li soccorre). Mentre, lateralmente all'abside, due nicchiette custodivano le statuette di San Luigi Gonzaga e Sant'Ignazio di Loyola. Adornavano la chiesa anche altri piccoli dipinti della Sacra Famiglia, Sant'Agata, Santa Lucia, San Girolamo, Santa Margherita, ancora una volta Sant'Ignazio di Loyola, Santa Maddalena, l'Addolorata, il Sacro Cuore di Gesù.
Oggi (2024), la chiesa è perlopiù chiusa al culto, per via di depredazioni e incendi (sottratta dalla sua cornice e portata via da ignoti, la tela di Francesco Gramignani Arezzi dal titolo La Resurrezione di Lazzaro), tra l'altro necessita di urgenti interventi di restauro.